# China Direct Broadcast Satellite Company
A China Direct Broadcast Satellite Company (China DBSAT) é o operador de satélites que surgiu para ser exclusivo na China continental, que opera satélites da série Chinasat, ChinasStar, Sinosat e as instalações terrestres relativas.
A empresa foi fundada em dezembro de 2007, e foi formada pelas fusões das operados China Satellite Communications Corporation, Sino Satellite Communications Company e China Orient Telecommunications Satellite Company.

## Satélites
| Satélite    | Fabricante           | Data do lançamento     | Veículo de lançamento | Estado        | Nota                                                                     |
| ----------- | -------------------- | ---------------------- | --------------------- | ------------- | ------------------------------------------------------------------------ |
| Chinasat 5A | Lockheed Martin      | 30 de maio de 1998     | Longa Marcha 3B       | Ativo         | Também conhecido por Zhongwei 1, ChinaStar 1 e ZX-5A                     |
| Chinasat 5C | CAST                 | 31 de maio de 2007     | Longa Marcha 3A       | Ativo         | Também conhecido por Sinosat 3, Xinnuo 3, ZX-5C e Eutelsat 3A            |
| Chinasat 5D | Hughes               | 3 de julho de 1996     | Longa Marcha 3        | Inativo       | Também conhecido por APStar 1A e ZX-5D                                   |
| Chinasat 5E | Hughes               | 21 de julho de 1994    | Longa Marcha 3        | Inativo       | Também conhecido por APStar 1 e ZX-5E                                    |
| Chinasat 6A | CAST                 | 4 de setembro de 2010  | Longa Marcha 3B/G2    | Ativo         | Também conhecido por Sinosat 6, Xinnuo 6 e ZX-6A                         |
| Chinasat 6B | Alcatel Alenia Space | 5 de julho de 2007     | Longa Marcha 3B       | Ativo         | Também conhecido por ZX-6B                                               |
| Chinasat 9  | Alcatel Space        | 9 de julho de 2008     | Longa Marcha 3B       | Ativo         | Também conhecido por ZX-9                                                |
| Chinasat 9A | CAST                 | 18 de junho de 2017    | Longa Marcha 3B/G2    | Fracassou     | Também conhecido por Sinosat 4, Xinnuo 4 e ZX-9A                         |
| Chinasat 10 | CAST                 | 20 de junho de 2011    | Longa Marcha 3B/G2    | Ativo         | Também conhecido por Sinosat 5, Xinnuo 5 e ZX-10                         |
| Chinasat 11 | CAST                 | 1 de maio de 2013      | Longa Marcha 3B/G2    | Ativo         | Também conhecido por ZX-11                                               |
| Chinasat 12 | Thales Alenia Space  | 27 de novembro de 2012 | Longa Marcha 3B/G2    | Ativo         | Também conhecido por APStar 7B, ZX-12, SupremeSat 1, Thalsat 5P e ZX-12A |
| Chinasat 15 | CAST                 | 15 de janeiro de 2016  | Longa Marcha 3B/G2    | Ativo         | Também conhecido por ZX-15 e Belintersat 1                               |
| Chinasat 16 | CAST                 | 12 de março de 2017    | Longa Marcha 3B/G2    | Em construção | Também conhecido por ZX-16 e Shi Jian 13                                 |